# Лэй Цяньин
Лэй Цяньи́н (кит. трад. 雷千瑩, пиньинь Léi Qiānyíng; 17 апреля 1990) — тайваньская спортсменка, стрелок из лука, бронзовый призёр летних Олимпийских игр 2016 года в командном первенстве, чемпионка мира 2019 года в личном первенстве, серебряный призёр летней Универсиады 2017 года, многократная победительница этапов Кубка мира.

## Биография
Лэй Цяньин родилась 17 апреля 1990 года.
Училась в Национальном тайваньском педагогическом университете,

## Карьера
Заниматься стрельбой из лука Лэй Цяньин начала в 2005 году. Впервые познакомилась с этим видом спорта в школе и сразу же начала им всерьёз увлекаться. На международных турнирах тайваньская лучница дебютировала в 2008 году. В октябре того же года в Лэй Цяньин стала четвёртой на чемпионате мира в возрастной категории до 21 года, уступив в поединке за бронзу россиянке Инне Степановой. В 2009 году Лэй выступила на летней Универсиаде в Белграде, но попасть в число призёров ей не удалось. С 2010 года Лэй Цяньин стала выступать на этапах Кубка мира. Свою первую значимую награду Лэй Цяньин завоевала в 2011 году, став в составе сборной бронзовым призёром Универсиады. В мае 2012 года Лэй вместе со сборной Тайваня стала серебряным призёром этапа Кубка мира в Анталье.
В августе 2012 года Лэй Цяньин вошла в состав тайваньской сборной для участия в летних Олимпийских играх в Лондоне. По итогам квалификационного раунда Лэй заняла лишь 39-е место, в результате чего получила в соперницы по первому раунду турчанку Бегюль Лёклюоглу. Матч сложился для тайваньской лучницы довольно легко и закончился со счётом 6:0 в её пользу. Но уже во втором раунде Лэй уступила 7-й сеяной датчанке Карине Кристиансен и выбыла из борьбы за медали. В командном турнире тайваньские спортсменки выбыли в четвертьфинале, уступив в перестрелке сборной России. В течение следующих трёх лет Лэй Цяньин участвовала во всех международных турнирах, но попасть в число призёров ей не удавалось. В 2015 году тайваньской лучнице несколько раз удавалось пробиться в тройку сильнейших на этапах Кубка мира, как в командном, так и в личном зачётах.
Летом 2016 года Лэй Цяньин приняла участие в летних Олимпийских играх в Рио-де-Жанейро. Свою первую олимпийскую награду Лэй выиграла в командном турнире. По итогам квалификационного раунда тайваньские лучницы заняли 4-е место, уступив китаянкам одно очко, а сборной России 6. В раунде плей-офф тайваньские лучницы с трудом победили сборную Мексики 5:4, а затем в полуфинале ничего не смогли противопоставить южнокорейским спортсменкам 1:5. В поединке за третье место Лэй Цяньин, Линь Шицзя и Тань Ятин уверенно победили итальянок 5:3 и стали обладательницами бронзовых наград. В квалификации личного турнира Лэй заняла 33-е место, набрав 625 очков, и получив при этом очень тяжёлую сетку плей-офф, согласно которой уже во втором раунде ей могла встретиться первый номер посева кореянка Чхве Ми Сун. Победив в первом раунде испанку Адриану Мартин 6:2 Лэй вышла на Чхве Ми Сун. Матч продлился всего четыре партии, во время которых тайваньская лучница два раза смогла закончить раунд вничью, а ещё в двух уступила.
В августе 2017 года Лэй Цяньин в составе сборной стала серебряным призёром домашней Универсиады. Могла тайваньская лучница стать призёром и в личном первенстве, но сначала в полуфинале уступила партнёрше по команде Тань Ятин, а затем в поединке за бронзу проиграла мексиканке Алехандре Валенсии.
В 2018 году Лэй Цяньин завоевала бронзу на этапе Кубка мира в Анталии и добралась до четвертьфинала в Шанхае. Также она выступила на этапе в Солт-Лейк-Сити, где выбыла из борьбы за медали на стадии 1/16 финала. Попала в Финал Кубка мира, который проходил в Самсуне, где заняла шестое место.
В 2019 году Лэй Цяньин стала чемпионкой мира в Хертогенбосе в командном турнире с Тань Ятин и Пэн Цзямао, а спустя некоторое время завоевала золотую медаль и в индивидуальном первенстве. Также тайваньская лучница стала четвёртой в миксте. Эти результаты позволили Китайскому Тайбэю получить путёвку на Олимпийские игры в Токио. В этом же году Лэй Цяньин выступала на этапах Кубка мира, добравшись до четвертьфинала в Берлине, а также финишировала на стадии 1/16 финала в Шанхае и Анталии. На чемпионате Азии в Бангкоке она добралась до четвертьфиналов в команде и индивидуальном первенстве, а также завоевала серебро в миксте.
В 2021 году выступила на Олимпийских играх. После рейтингового раунда занимала 30-е место. В первом раунде женского индивидуального первенства тайваньская лучница попала на Веронику Марченко из Украины и проиграла ей со счётом 4:6. Также сборная Тайваня неудачно выступила в команде, в первом же раунде уступив Германии.